# Прізвище на «С»
«Прі́звище на „С“» (англ. Spell My Name with an S) — науково-фантастичне оповідання американського письменника Айзека Азімова, вперше опубліковане у січні 1958 року в журналі «Star Science Fiction». Увійшло в збірку «Сни робота» (1986).

## Сюжет
В США ядерний фізик польсько-американського походження Маршал Зебатінський (англ. Marshall Zebatinsky) турбується застоєм у розвитку своєї професійної кар'єри і з відчаю йде проконсультуватись до нумеролога. Нумеролог радить йому змінити першу літеру прізвища на С — Себатінський.
Служба безпеки звертає увагу на таку ззовні безглузду дію і, вважаючи, що він хоче відвернути увагу від когось із своїх родичів, починає вивчати всіх Зебатінських. Один із них теж виявляється ядерним фізиком, який проживав в СРСР і раптово зник в один і той же час ще з декількома ядерними фізиками.
Проаназізувавши наукові роботи зниклих фізиків, комітет з оборони переконується, що вони були залучені до засекреченої програми розробки захисту від радіоактивних опадів. Це означає намір СРСР розпочати ядерну війну після отримання такої переваги. США мобілізують свої наукові ресурси, щоб відновити паритет.
Не маючи доказів протизаконної діяльності Зебатінського, секретна служба все одно переводить його із секретної роботи на викладацьку, що виявляється для нього бажаною роботою.
Наприкінець історії відкривається, що нумерологом прикидався інопланетний школяр-відмінник, який побився об заклад із однокласником, що відверне настання події класу «А» (ядерну війну на Землі) дією класу «Р» (зміна букви прізвища). Вигравши першу суперечку, він пропонує наступну: повернути початкове становище іншим малим втручанням.